# Aboubakar Oumarou
Aboubakar Oumarou (Yaundé, 4 de enero de 1987) es un futbolista camerunés que juega en la posición de delantero y actualmente se encuentra jugando para el FK Napredak Kruševac de la Superliga de Serbia.

## Trayectoria

### China y Serbia
Comenzó su carrera jugando para el Yanbian Funde para luego jugar por el Guangzhou R&F en la temporada 2007-08 de la Superliga China. En el mercado de invierno de 2009, Oumarou arriba a Serbia para frmar con el Estrella Roja de Belgrado. Permanecería solo por seis meses para luego firmar con otro equipo de la ciudad el OFK Beograd, para la temporada 2009-10.
Después de jugar una temporada completa con el OFK Beograd, Oumarou es fichado por el FK Vojvodina en el verano de 2010. En el FK Vojvodina es elegido tres veces seguidas como el Jugador del Año por los fanáticos del club no oficial fkvojvodina.com. El 31 de enero de 2013, agradeciendo su contribución con el club en los últimos años se le ofrece firmar un nuevo contrato de un año de duración.

### Llegada a Bélgica
El 9 de agosto de 2013 Aboubakar fichó por el Waasland Beveren. El camerunés firmó un contrato de dos años con el equipo belga. Hizo su debut en el Waasland Beveren el 18 de agosto de 2013 contra el RSC Anderlecht, entrando en reemplazo de su compañero Róbert Demjan a pesar de ello no puedo evitar la caída de su equipo por 3 a 0.

### Partizán
El 30 de junio de 2015, después de dos años regresó a Serbia y firmó un contrato de dos años con el Partizán. Aboubakar Oumarou marcó su primer gol en el Partizán, el 8 de julio en un partido amistoso contra el Vasas SC de Hungría en la victoria por 1-4. Hizo su debut oficial para el club en una segunda ronda de clasificación de la UEFA Champions League, contra el FC Dila Gori el 14 de julio de 2015.

## Selección nacional
Oumarou fue convocado por primera vez a la selección de Camerún para disputar la Copa Africana de Naciones 2013. Juega su primer partido el 8 de septiembre contra la selección de Cabo Verde entrando en reemplazo de Yannick N'Djeng en el minuto 67.

## Clubes
| Equipo                    | Año           | País           | Partidos | Goles |
| ------------------------- | ------------- | -------------- | -------- | ----- |
| Yanbian Funde             | 2005 - 2006   | China          | 5        | 0     |
| Guangzhou R&F             | 2006 - 2008   | China          | 51       | 7     |
| Estrella Roja de Belgrado | 2008 - 2009   | Serbia         | 13       | 2     |
| OFK Beograd               | 2009 - 2010   | Serbia         | 23       | 3     |
| FK Vojvodina              | 2010 - 2013   | Serbia         | 111      | 44    |
| Waasland Beveren          | 2013 - 2015   | Bélgica        | 40       | 4     |
| Partizán                  | 2015 - 2016   | Serbia         | 10       | 4     |
| Shenzhen                  | 2016 - 2018   | China          |          |       |
| Al-Qadisiyah              | 2018 - 2019   | Arabia Saudita |          |       |
| FK Napredak Kruševac      | 2020 -        | Serbia         |          |       |
|                           | Total carrera |                | 253      | 64    |